# Bahār-e Kisra
Der Bahār-e Kisra (deutsch: Frühling des Chosrau bzw. Der Frühling Ḵosrows (Ṭabarī) oder Winter-Teppich (Baḷʿamī) beziehungsweise Bahārestān (Ḥabīb al-sīar) genannt) war ein Königsteppich und einer der größten je produzierten Teppiche seines Genres. Der Frühling des Chosrau wurde zwischen den Jahren 500 und 600 hergestellt und maß etwa 27 m × 27 m. Er galt als Herrschaftssymbol des späten Sassanidenreichs und war im Thronsaal bzw. der Audienzhalle (Ayvān-e Kesrā) des Taq-e Kisra (Palast von Ktesiphon im heutigen Irak) ausgelegt.

## Motiv
Es handelte sich bei dem riesigen, mit Gold, Perlen und Edelsteinen bestickten Seidenteppich um einen Gartenteppich mit schachbrettartigen Feldermustern, in Persien „Ghab-ghabi“ (Rahmen im Rahmen) genannt. Die Darstellungen des Teppichs veranschaulichten Landschaftstypen wie Wege und Bäche; diese wurden mittels Edelsteinen und Kristallglas dargestellt und waren auf einem goldenen Grund aufgestickt. Er zeigte zudem Blumenbeete, Obstbäume sowie Pavillons an den Wegkreuzungen. Die Seiten des Teppichs wiesen smaragdene Bestickungen auf, die ihrerseits Grünflächen aufwiesen und mit Frühlingspflanzen übersät waren. Das seidene Blattwerk war seinerseits durch verschiedenfarbige Edelsteine und Gold dargestellt. In den strengen Wintermonaten hielt man sich gern an diesem Ort auf. Die Legende sagt dazu, dass „dieses Beisammensitzen sei, als dass der Frühling erwachte“.
Nachdem der Taq-e Kisra im Jahr 637 von den Arabern im Rahmen der arabisch-islamischen Expansion eingenommen und geplündert worden war, erwies sich der Teppich als zu schwer, um mit der restlichen Kriegsbeute davongetragen werden zu können. Die Araber nannten ihn „al-qeṭf“ (den Aufgelesenen). Abī Waqqāṣ übergab ihn als Kriegsbeute an den ʿOmar in Medina, damit dieser sich sein eigenes Urteil über die Verwendung oder Entsorgungsmöglichkeiten bilden sollte. Das Prachtstück wurde daraufhin unter dem Volk aufgeteilt. Er selbst behielt nicht einmal das beste Stück, verkaufte es gleichwohl für 20.000 Dirhem. Zu Ehren des Sassanidenkönigs berichtet der Volksmund noch heute vom „Frühling von Chosrau“, beziehungsweise „Baharestan“.